# Hiếu Nghĩa (xã)
Hiếu Nghĩa là một xã cũ thuộc huyện Vũng Liêm, tỉnh Vĩnh Long, Việt Nam.

## Địa lý
Xã Hiếu Nghĩa có diện tích 14,53 km², dân số năm 1999 là 8.621 người, mật độ dân số đạt 593 người/km².

## Hành chính
Xã Hiếu Nghĩa được chia thành 6 ấp: Hiếu Hạnh, Hiếu Hậu, Hiếu Tín, Hiếu Trung, Hiếu Trung A, Hiếu Văn.

## Lịch sử
Ngày 6 tháng 12 năm 2019, Hội đồng Nhân dân tỉnh Vĩnh Long ban hành Nghị quyết 228/NQ-HĐND về việc:
- Sáp nhập ấp Hiếu Thảo vào toàn bộ ấp Hiếu Trung
- Sáp nhập toàn bộ ấp Hiếu Ân vào ấp Hiếu Hạnh
- Sáp nhập ấp Hiếu Nhân vào toàn bộ ấp Hiếu Tín.